# Le Chevalier aux fleurs
Le Chevalier aux fleurs est un tableau peint par Georges-Antoine Rochegrosse en 1894. Il est conservé au musée d'Orsay à Paris.

## Description
Le tableau représente le moment où Parsifal, héros chaste dont le destin est de  reconquérir le Saint-Graal, vient de terrasser les gardiens du château du magicien Klingsor. Il s'éloigne dans le jardin enchanté, sourd aux appels des filles-fleurs, femmes fatales aux corps à peine couverts de fleurs.
Les jeunes filles entourent le jeune homme pour se disputer ses faveurs, mais il se décide finalement à les repousser. Kundry, qui obéit aux ordres du magicien, renvoie les filles-fleurs et use à son tour de son charme pour tenter de le faire succomber.
L'un des thèmes les plus importants de l'opéra Parsifal de Wagner est la lutte entre la chair et l'esprit : le magicien Klingsor, incapable de résister à ses pulsions, s'est châtré, et son obsession est de conduire à leur perte les Chevaliers du Graal, par l'intermédiaire des filles-fleurs, les tentatrices.